# Matthäuskirche (Hamburg)

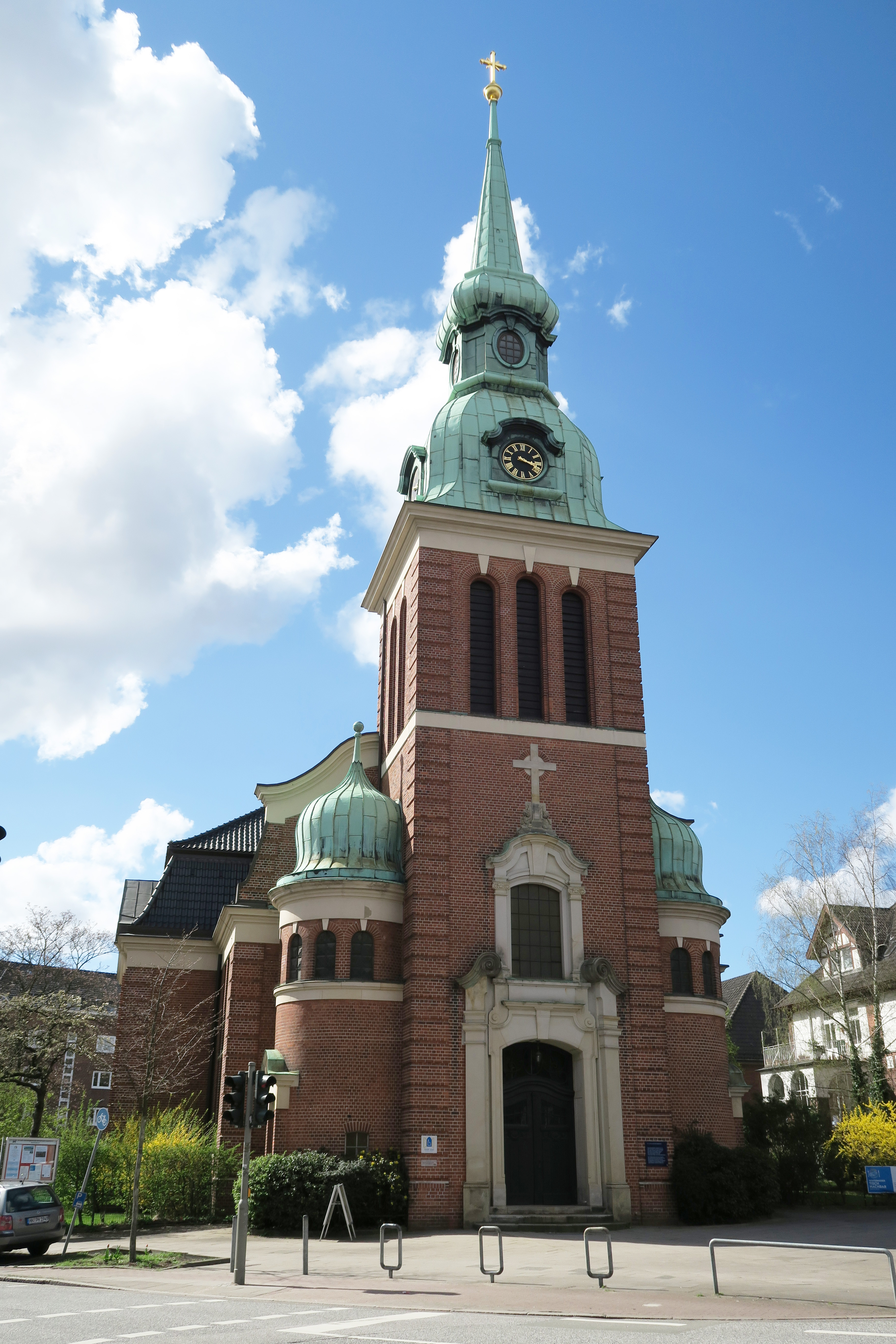
Matthäuskirche, Turmseite

Die Matthäuskirche ist eine 1910–1912 vom Hamburger Baumeister Julius Faulwasser in neobarocken Bauformen errichtete Backsteinkirche in Hamburg-Winterhude. Die Kirche in der Gottschedstraße gehört mit der Heilandskirche (Winterhuder Weg) und der Bodelschwinghkirche (Forsmannstraße) zur Kirchengemeinde Hamburg-Winterhude-Uhlenhorst im Kirchenkreis Hamburg-Ost der Evangelisch-Lutherischen Kirche in Norddeutschland.

## Geschichte und Bau
Winterhude gehörte seit dem Mittelalter zum Kirchspiel der Eppendorfer Kirche. In der Mitte des 19. Jahrhunderts begann die Erschließung des Gebiets und die Bevölkerungszahl nahm sprungartig zu. Allein in den Jahren von 1880 bis zur Eingemeindung nach Hamburg wuchs Winterhude von 2989 Einwohnern auf 10.830 Erst 1899 schuf die Eppendorfer Kirchengemeinde eine eigene Pfarrstelle für den Stadtteil Winterhude sowie die damals noch außerhalb der Stadt liegenden Dörfer Ohlsdorf und Alsterdorf. Als erster Pastor wurde Edgar Schultze (1860–1945) gewählt, der 35 Jahr bis 1933 an der Gemeinde blieb. Schon 1903 lebten über 20.000 Menschen in Pfarrbezirk. 1908 kam daher eine zweite Pfarrstelle zur Versorgung der stark zunehmende Bevölkerung hinzu. Eine eigene Kirche hatte der Stadtteil bis dahin noch nicht. Es stand jedoch bereits fest, dass die Winterhuder Kirche ihren Namen nach dem Evangelisten Matthäus erhalten sollte, da die Filialkirchen der Eppendorfer St.-Johanniskirche sollten „mit Rücksicht auf die den Namen des Apostels Johannes tragenden Mutterkirche nach den drei übrigen Evangelisten“ benannt wurden und es bereits die Lukaskirche in Fuhlsbüttel und die 1905 unabhängiggewordene Markuskirche in Hamburg-Hoheluft gab.
Erst 1910 begann der Bau der Matthäuskirche auf damals noch freiem Feld am Ende der Gottschedstraße. Der Architekt Julius Faulwasser hatte bereits den Bau der neoromanischen Fuhlsbüttler Lukaskirche und den Umbau der Mutterkirche St.-Johannis in Eppendorf im neogotischen Stil geleitet und war seit 1907 beim Wiederaufbau der abgebrannten St. Michaeliskirche beteiligt. Für den Entwurf der Winterhuder Kirche orientierte er sich stilistisch am Michel. So nimmt die Kirche mit dem Grundriss des griechischen Kreuzes mit Kuppel auf und auch der Turm folgt den Formen der St. Michaeliskirche.  Die neue Kirche erhielt einen dem Barock nachempfundenen Altaraufbau mit einem die Kreuzigung darstellenden Gemälde des damals sehr beliebten Historienmalers Heinrich Saffner. Nach dem Ersten Weltkrieg wurde die Matthäuskirche 1922 eine unabhängige Pfarrkirche mit inzwischen drei Pastoren.
Eine neue Ausmalung erhellte 1937 die ursprünglich sehr dunkle, durch vergoldete Ornamente geprägte Innengestaltung. 1961 bis 1971 wurde dann das Kircheninnere ganz umgestaltet. Der neobarocke Altar wurde entfernt. Dabei entstand auch das den Kirchenraum prägende farbige Fensterwerk von Charles Crodel, der auch die Farbglasfenster der Hauptkirche St. Jacobi und von St. Marien in Fuhlsbüttel schuf. Außerdem erhielt die Kirche 1967 eine neue Orgel des Orgelbauers Alfred Führer mit 24 Registern.
2019 wurde der Altarraum durch die Künstlerin Annette Streyl erneut umgestaltet. Liturgische Leuchter, bei denen Alabasterplatten dem Kirchenjahr entsprechend mit LED-Lichtern beleuchtet werden, ersetzen seitdem die traditionellen Antependien. Aus der Erbauungszeit haben sich die Kanzel, das Gestühl und die Emporen erhalten. Auch die Vorhalle bei der letzten Renovierung wurde wieder in den Zustand von 1912 versetzt. 2020 wurde die Orgel von Beckerath Orgelbau überholt.

## Glocken
Im Turm befinden sich drei Bronzeglocken. Nachdem das ursprüngliche Geläut im Ersten Weltkrieg als Metallspende des deutschen Volkes beschlagnahm worden war, wurde die 1758 von Christof Gottlieb gegossene Glocke aus Ostpreußen gekauft. Die beiden kleineren Glocken wurden 1926 bzw. 1952 für die Matthäuskirche gegossen.
| Nr. | Schlagton | Gießer, Gussort             | Gussjahr |
| --- | --------- | --------------------------- | -------- |
| 1   | fis1      | Christof Gottlieb           | 1758     |
| 2   | a1        | Schilling, Apolda           | 1926     |
| 3   | h1        | F. W. Schilling, Heidelberg | 1952     |

## Gemeinde
Aus der 1922 unabhängig gewordenen Gemeinde wurden 1924 Alsterdorf und Ohlsdorf ausgepfarrt, deren Pfarrkirche die bisherige Anstaltskirche St. Nicolaus in Alsterdorf wurde. Eine weitere Tochtergemeinde ist die Paul-Gerhardt-Gemeinde (1933), deren Kirche aber erst 1962 eingeweiht werden konnte. Im selben Jahr wurde auch die Epiphanienkirche in der Jarrestadt als eigenständige Pfarrkirche eingeweiht. Die Matthäusgemeinde fusionierte 2000 mit den Gemeinden der 1926–1928 erbauten Heilandskirche und der von Gerhard Langmaack entworfenen, 1962 fertiggestellten Bodelschwinghkirche in Uhlenhorst zur Kirchengemeinde Winterhude-Uhlenhorst. Die Bodelschwinghkirche wird seitdem nicht mehr gottesdienstlich genutzt, sondern dient der Evangelischen Stiftung Bodelschwingh als Zentrum ihrer Sozialarbeit.

## Umgebung
Neben der Kirche befinden sich zwei 1908, nach Entwurf von Fernando Lorenzen, und 1924 erbaute Pastorate sowie das 1956 erbaute Gemeindehaus.